# Viikate

## Historia
Viikate (en castellano: "La Guadaña") es una banda de rock-metal finlandesa, formada en 1996. Es conocida por sus letras melancólicas, inspiradas en las películas románticas producidas en Finlandia durante los años 50 y en cantantes de la época, como Reino Helismaa. Su estilo ha sido muchas veces descrito como "Helismaa-metal", "wire-metal" o "death songs". El grupo comenzó con Kaarle y Simeoni Viikate, quienes fueron los únicos miembros de la banda hasta 2001, cuando Arvo y Ervo entraron a la formación. Los éxitos más conocidos de Viikate son Ei ole ketään kelle soittaa (No hay nadie a quien llamar), Leimu (Llama) y Pohjoista Viljaa (Cosechas del norte); entre otros.
Kaarle y Simeoni tuvieron la idea de comenzar con el grupo cuando vieron el último concierto de la banda finlandesa Lyijykomppania.

## Discografía

### Álbumes
- Noutajan valssi (2000)
- Vuoden synkin juhla (2001)
- Kaajärven rannat (2002)
- Surut pois ja kukka rintaan (2003)
- Unholan urut (2005)
- Marraskuun lauluja I (2007)
- Marraskuun lauluja II (2007)
- Kuu kaakon yllä (2009)
- Petäjäveräjät (2012)
- Kymijoen lautturit (2013)
- Panosvyö (2014)
- XII – Kouvostomolli (2016)
- Rillumarei! (2020)
- Askel (2023)

### Recopilaciones
- Kuutamourakat (2004) (Contiene todos los EP realizados con Longplay Music desde 1998 a 1999, así como los sencillos Odotus, Piinaava hiljaisuus y Iltatähden rusko.)
- Parrun pätkiä (2006) (Contiene todos los EP realizados con Spinefarm Records desde 2000 a 2004.)

### EP
- Vaiennut soitto (1998)
- Roudasta Rospuuttoon (1999)
- Alakulotettuja tunnelmia (2000)
- Valkea ja kuulas (2001)
- Kevyesti keskellä päivää (2002)
- Iltatähden rusko (2003)
- Kuolleen miehen kupletti (2004)

### Sencillos
- Odotus (2001)
- Piinaava hiljaisuus (1997, 2002) (remasterizado)
- Ei ole ketään kelle soittaa (2002)
- Nuori mies nimetön (2002)
- Kaunis kotkan käsi (2003)
- Leimu (2003)
- Leimu DVD-single (2003)
- Pohjoista viljaa (2005)
- Tie (2005)
- Vesi jota pelkäät (2005)
- Ah ahtaita aikoja (2006)
- Ei enkeleitä (2007)
- Me olemme myöhäiset (2007)
- Orret (2007)
- Viina, terva ja hauta (2009)
- Kuu kaakon yllä (2009)
- Hautajaissydän (2010)
- Sysiässä (2012)
- Adventti (2012)
- Oi pimeys (2013)
- Tervaskanto (2013)
- Pelastus (2015)
- Synkkä ventti (2017)
- Tuulenhuuhtomat (2018)
- Huomenta humalaiset (2020)
- Varjorastaat (2020)
- Kavaljeeri (2022)
- Vapauden sillan alla (2022)
- Omakuva (karvalakki päässä) (2022)
- Älä pelkää pimeää (2023)

### Videografía
- "Hanget" (1999)
- "Kylymä" (1999)
- "Alakulotettuja tunnelmia" (2000)
- "Korutonta" (2000)
- "Viattomien lasten päivä" (2001)
- "Nuori mies nimetön" (2002)
- "Leimu" (2003)
- "Tie" (2004)
- "Ah ahtaita aikoja" (2006)
- "Me olemme myöhäiset" (2007)
- ”Viina, terva ja hauta”  (2009)
- ”Kuu kaakon yllä”  (2009)
- ”Eräs kaunis päivä”  (2010)
- ”Petäjäveräjä”  (2012)
- "Tervaskanto" (2013)
- "Kuollut kuin hengetön" (2014)
- "Mantelinmakuinen" (2016)
- "Kuin aaveet" (2023)

Además de formato CD, Viikate ha lanzado algunos de sus álbumes en vinilo y casete. Siempre hay un párrafo extra en los vinilos y casetes que no es posible encontrar en los CD, como por ejemplo en el álbum de Navidad Vuoden synkin juhla.